# 斎藤正二 (社会学者)
斎藤 正二（さいとう しょうじ、1913年(大正2年)1月9日 - 1999年(平成11年)7月22日）は、日本の社会学者。俳人。
栃木県生まれ。1941年日本大学社会学科卒、同助手、予科講師、1949年日大文理学部助教授、1957年教授、1966年「日本社会学成立史の研究」で日本大学文学博士。1977年人文科学研究所長、1983年定年、名誉教授、1986年勲四等旭日小綬章受勲。宵路の名で俳句も作った。

## 著書
- 『社会学史通論』教文出版、1952
- 『社会学概論 構造の理論』福村出版、1968
- 『日本社会学成立史の研究』福村出版、1976
- 『社会学史講義』新評論、1977
- 『近代社会思想の研究』いなほ書房、1988

### 共編著
- 『マックス・ウェーバー文献目録』馬場明男、佐久間淳共編、エルガ、1966
- 『現代社会の構造と変動』青沼吉松、富田富士雄共編、新評論、1970
- 『疎外文献目録 和書・洋書』馬場明男、池田勝徳共編、桜楓社、1974
- 『現代社会学講義』編著、新評論、1977
- 『疎外論 その系譜と実証的研究』編著、多賀出版、1982
- 『現代社会の集団と生活』共著、八千代出版、1988

### 翻訳
- F.M.ロジャーズ『大学教育の理念 アメリカの高等教育概観』緑地社、1958
- チャールズ・H.ページ『アメリカ社会学と階級理論 ウォードよりロスまで』内藤昭共訳、アサヒ社、1965
- ピーター・M.ブラウ編『社会構造へのアプローチ』監訳、八千代出版、1982

## 参考
- 『人事興信録』1995
- 『人物物故大年表』
- 笠原〔正成〕・斎藤〔正二〕両教授退職記念号〔含 主要著作目録,略歴〕社会学論叢 1984-11